# Federazione pallavolistica del Montenegro
La Federazione montenegrina di pallavolo (srp. Odbojkaški Savez Crne Gore, OSCG) è un'organizzazione fondata per governare la pratica della pallavolo in Montenegro.
Organizza il campionato maschile e femminile, e pone sotto la propria egida la nazionale maschile e femminile.
Ha aderito alla FIVB nel 2006.